# Gomphochernes perproximus
Gomphochernes perproximus är en spindeldjursart som beskrevs av Beier 1932. Gomphochernes perproximus ingår i släktet Gomphochernes och familjen blindklokrypare. Inga underarter finns listade i Catalogue of Life.